# Gladiolus undulatus
Gladiolus undulatus es una especie de gladiolo que se encuentra en Sudáfrica.   

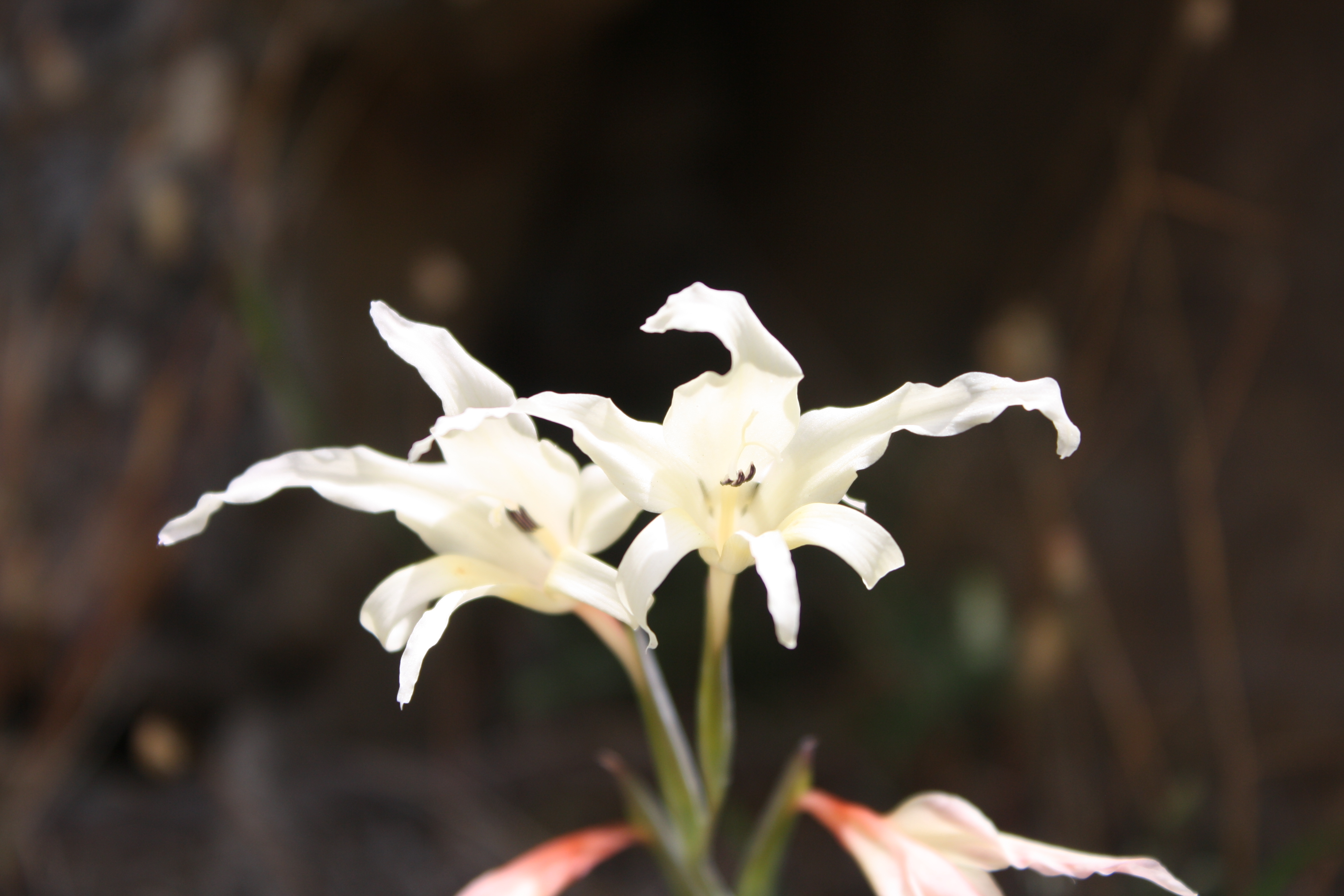
Flores

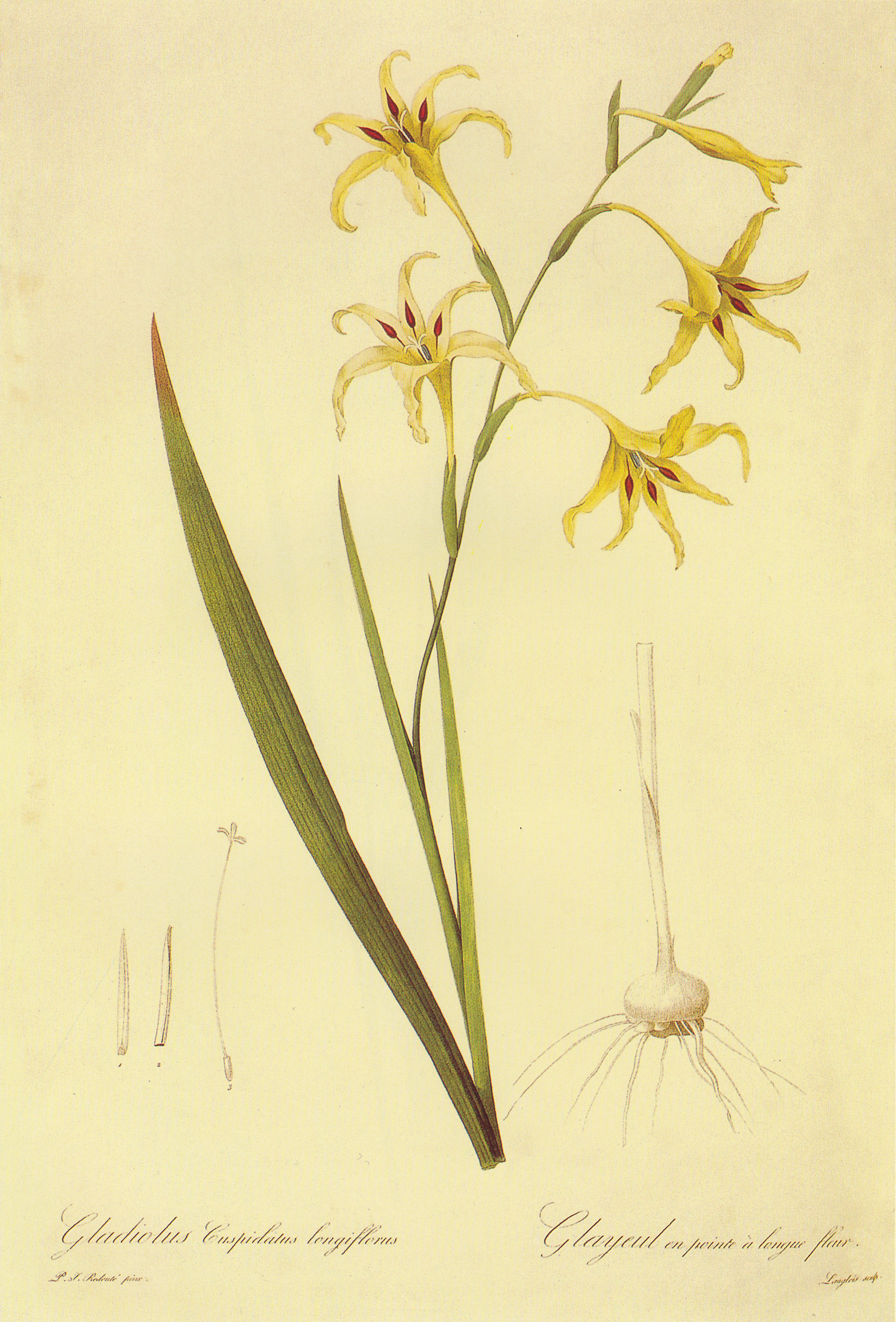
Ilustración

## Descripción
Gladiolus undulatus es una planta herbácea perennifolia, geofita que alcanza un tamaño de 0.5 - 0.8 m de altura. Se encuentra a una altitud de 15 - 765 metros en Sudáfrica.
Gladiolus undulatus es una planta que florece de primavera a fines de verano y se encuentran en laderas de piedra arenisca pantanosas en el noroeste y suroeste de la Provincia del Cabo. Tiene flores de color blanquecino a crema con formas de diamantes de color rosa en los tépalos inferiores. Aunque es similar a Gladiolus carneus , tiene un tubo con tépalos mucho más ondulados. Dadas las condiciones adecuadas en algunas zonas fuera de Sudáfrica esta especie se ha naturalizado.

## Taxonomía
Gladiolus undulatus fue descrita por Carlos Linneo y publicado en Mant. Pl. 1: 27 1767.
Etimología
Gladiolus: nombre genérico que se atribuye a Plinio y hace referencia, por un lado, a la forma de las hojas de estas plantas, similares a la espada romana denominada "gladius". Por otro lado, también se refiere al hecho de que en la época de los romanos la flor del gladiolo se entregaba a los gladiadores que triunfaban en la batalla; por eso, la flor es el símbolo de la victoria.
undulatus: epíteto latíno que significa "con pelos sedosos"
Sinonimia
- Gladiolus affinis Pers.
- Gladiolus angustus Thunb.
- Gladiolus cuspidatus Jacq.[7][8]